# Historia Strzegomia
Historia Strzegomia

## Najstarsze osadnictwo i czasy piastowskie

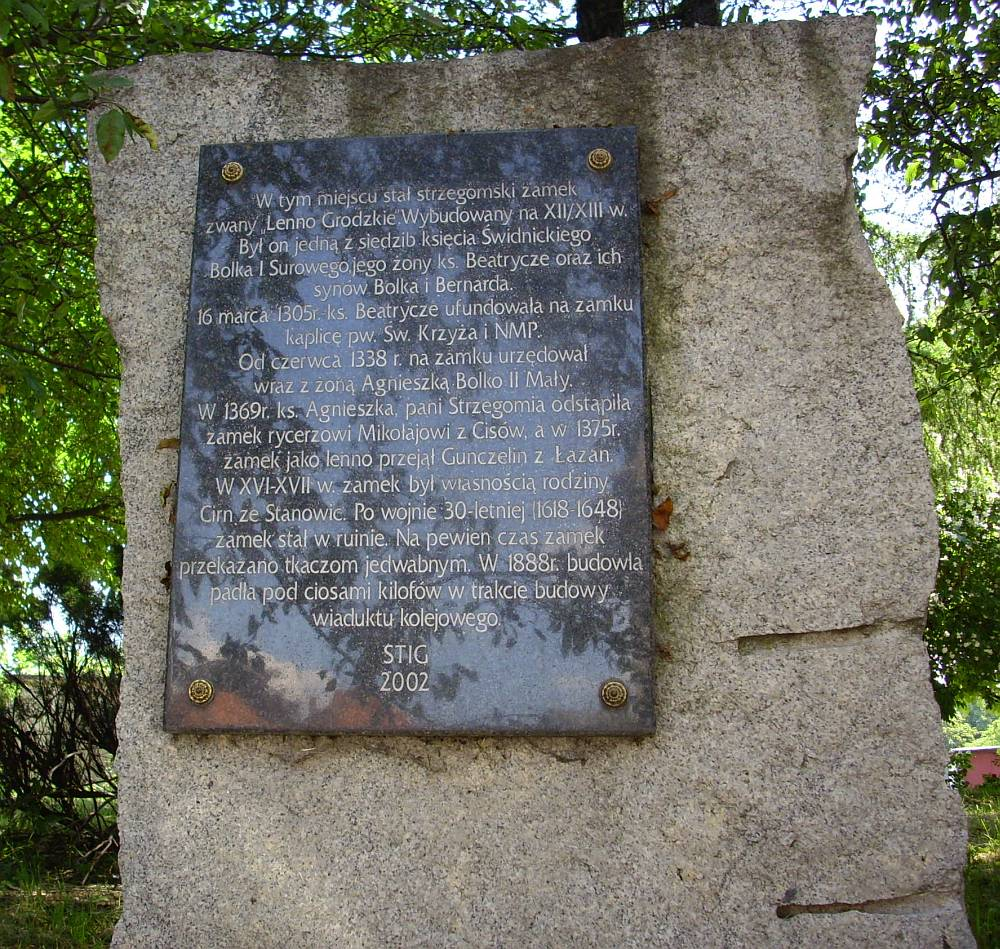
Tablica pamiątkowa w miejscu dawnego zamku piastowskiego

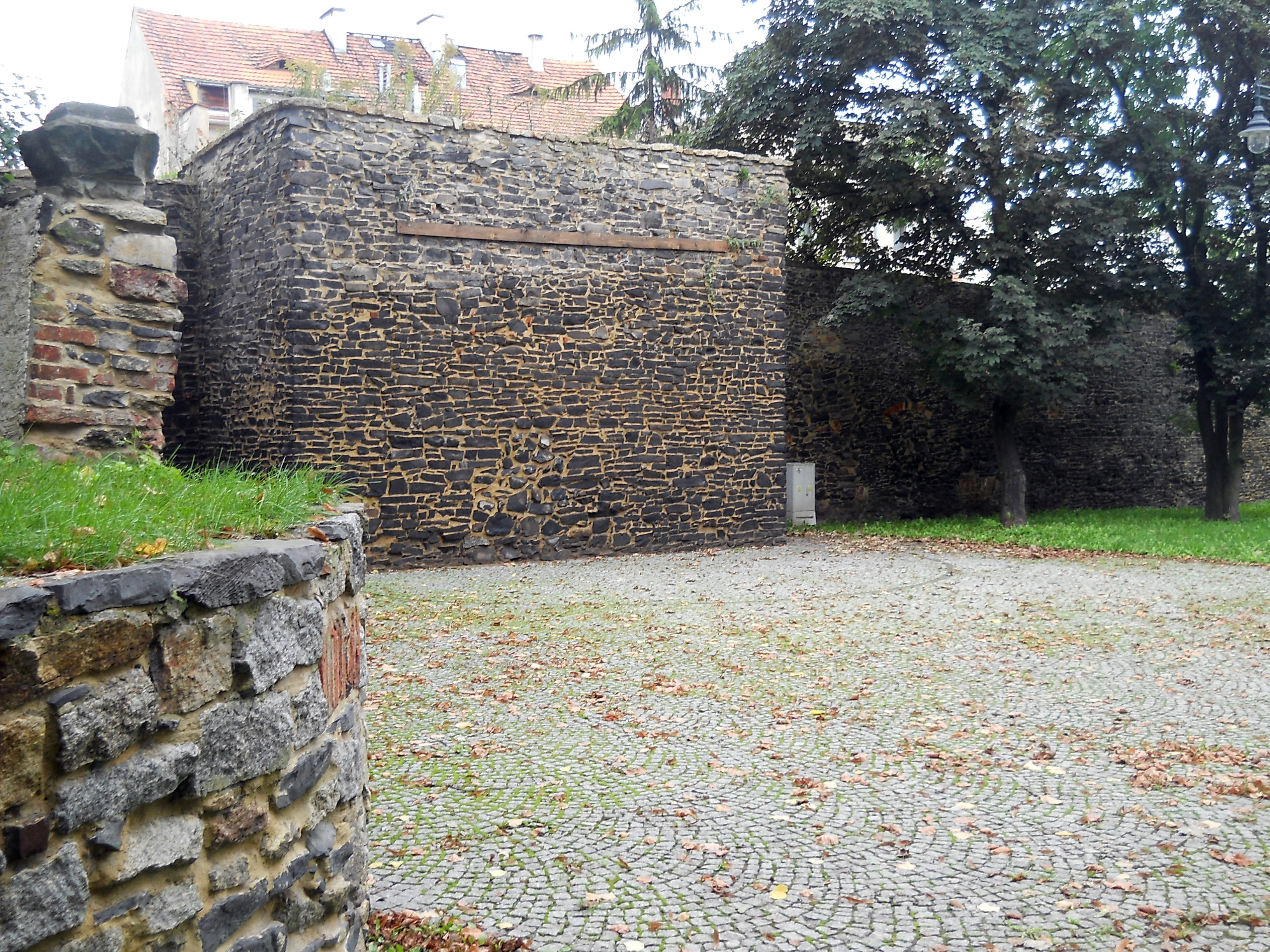
Zachowany fragment murów obronnych, sięgających czasów piastowskich

- Pierwsze ślady osadnictwa na terenie dzisiejszego Strzegomia sięgają ery brązu, czyli ok. 2500 lat temu. Wtedy to na szczycie góry bazaltowej usadowione było grodzisko obronne, obwarowane wałem drewniano-ziemnym.
- V wiek n.e. – najazd koczowników scytyjskich, który strawił doszczętnie ówczesny gród. Wtedy to dorzecze rzeki Strzegomki upodobali sobie szczególnie Ślężanie, którzy postanowili tutaj założyć swą osadę.
- W czasach wojen polsko-czeskich w latach 1038–1137 gród stał się ważnym ośrodkiem z racji zarówno położenia na szlakach handlowych, jak i pełnienia funkcji obronnych. Pierwsza zapisana wzmianka o grodzie pochodzi z bulli papieskiej wydanej przez Hadriana IV w 1155 roku w Rzymie. Mowa tam o gradice Ztrigom, co sugeruje istnienie w tamtych czasach grodu Strzegomskiego. Obok grodu warownego, pełniącego funkcje obronne, powstała osada miejska zwana Starym Strzegomiem.
- 1149 – wrocławski biskup konsekrował tu pierwszy kościół.
- W 1202 – komes Imbram syn Gniewomira kasztelan strzegomski, przekazał joannitom kościół wraz z przynależnościami. Dokumentami potwierdzającymi tę darowiznę (akt dotacyjny z lat 1202–1203, dyplom księcia Henryka Brodatego, oraz 2 dyplomy Cypriana – biskupa wrocławskiego) potwierdzają istnienie i podkreślają rangę dawnego Strzegomia.
- 1241 – Tatarzy spalili miasto, a wdowa po Henryku Pobożnym Anna nadała Strzegomiowi prawa miejskie, aby przyspieszyć jego odbudowę.
- 1291 – miasto znalazło się w nowo powstałym księstwie świdnicko-jaworskim, którym rządził Bolko I. Za jego rządów i z jego polecenia wokół miasta wzniesiono mury obronne w latach 1291–1299.
- 1326 – księstwem zaczął rządzić syn Bernarda Bolko II.
- 1336 – Strzegom dostał kolejne przywileje, m.in. wolny targ solą, prawo poszerzonej mili, prawo bicia własnej monety i prawo otwarcia 16 kramów i 8 bud śledziowych.
- 1339 – otwarto pierwszą szkołę w mieście. W dziedzinie gospodarki Strzegom również radził sobie świetnie.
- 1346 – miasto posiadało już 9 cechów rzemieślniczych: sukiennicy, dostawcy przędzy, krawcy, kuśnierze, rzeźnicy, piekarze, szewcy, powroźnicy i piwowarzy. Zresztą tradycja warzenia strzegomskiego piwa miała już wówczas stuletnią historię.
- 1358 – staraniem zakonu joannitów otworzono szkołę o z łaciną jako językiem wykładowym. W owym czasie miasto miało nawet szpital.

## Późne średniowiecze, nowożytność i XIX wiek
- 1392 – Strzegom przeszedł pod panowanie czeskie, co zaskutkowało kolejnym obwałowaniem miasta i wybudowaniem fosy o łącznej długości 1454 m.

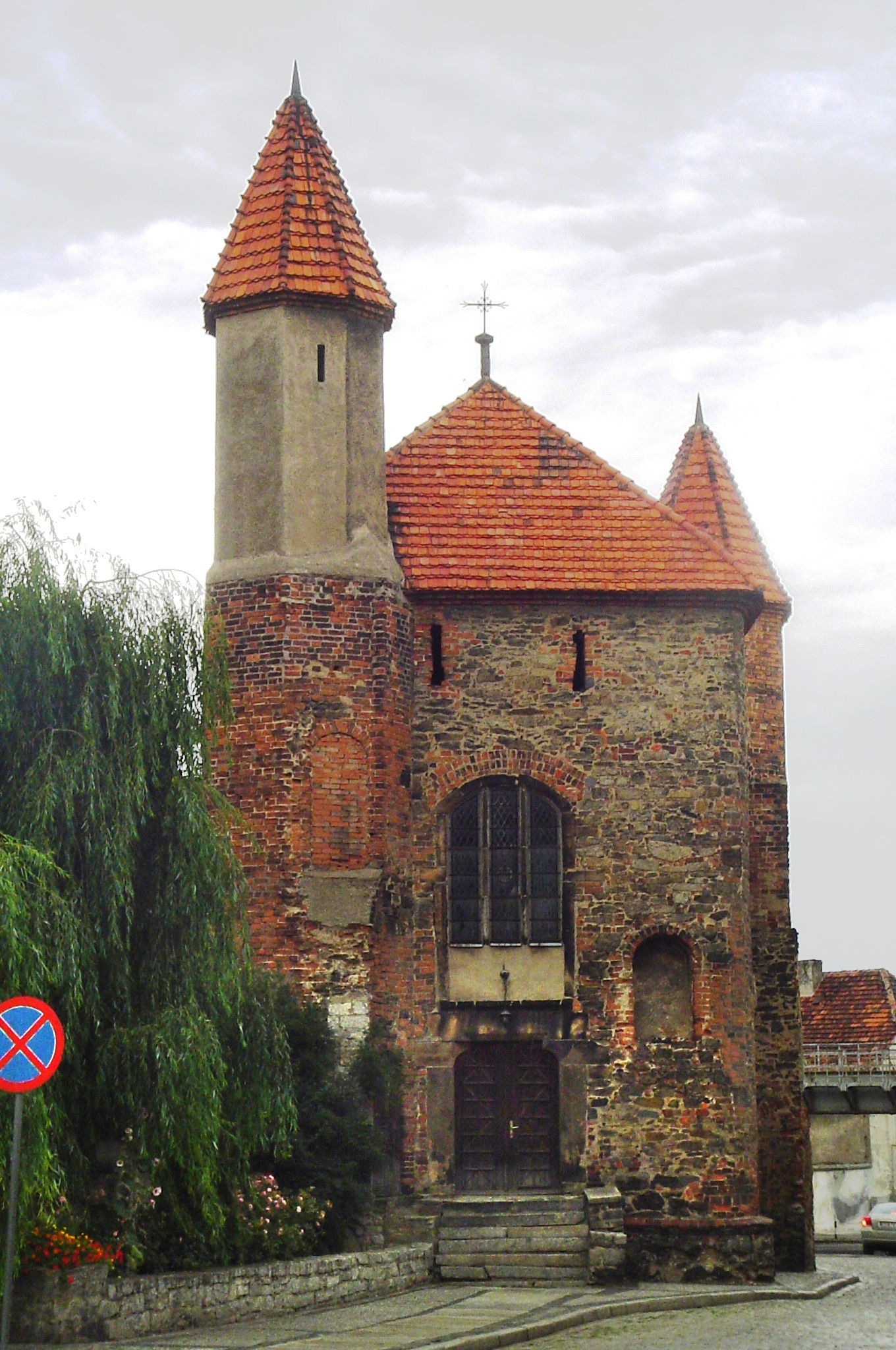
Kościół św. Antoniego z XVI w.

W XV wieku wojny husyckie omijały miasto, następuje dalszy rozwój rzemiosła i handlu. Pierwsza połowa XVI wieku to okres reformacji która burzy idyllę społeczną. Wojna trzydziestoletnia zrujnowała cały Strzegom, a w mieście pozostało jedynie 450 mieszkańców.
- 1520 – 11 czerwca Ludwik II Jagiellończyk nadał Strzegomiowi przywilej używania pieczęci czerwonej, co umożliwiło sądowi wzywanie świadków. Miasto miało dosyć dużą armię i oddział regularny wojska sojuszniczego z Jelenią Górą, Lwówkiem Śląskim i Wrocławiem. Umowa sojusznicza pomiędzy miastami trwała w latach 1444–1515.
- 1526 – nagła śmierć Ludwika II, dostanie się pod panowanie Habsburgów oraz napływ ludności obcej spowodowały wyludnienie i germanizację prawie 3,5-tysięcznego grodu.

Okres renesansu to okres prosperity i rozwoju Strzegomia. Tętniący liczący ponad 3000 osób organizm miejski, w którym było 428 podatników, nie ustrzegł się przed biedotą, pospólstwem i problemami wielkich miast. Coraz częściej rzemieślnicy uciekali na wieś, a w mieście budowano okazałe budowle dla bogatych i biednych mieszczan. Zagęszczenie było ogromne i wynosiło 312 domów.
- 1526 – 31 grudnia do miasta dotarła wiadomość o nakazie przezimowania wojsk Wallensteina, jednakże żołd i koszt utrzymania 10 kompanii wojska przerósł możliwości finansowe miasta. Rajcy miejscy wysłali protest do cesarza, jednak pozostał on bezskuteczny. Ciężar utrzymania wojsk pozostał. Po 7 miesiącach pobytu wojsk miasto było ogołocone z żywności, pieniędzy i kosztowności.
- 1568 - Jan Montanus, nadworny lekarz Rudolfa II, wydał dzieło opisujące rzekomo zdrowotne właściwości miejscowej glinki, która stała się wkrótce jednym z głównych towarów eksportowych miasta[1]
- 1629 – nastąpiły ciężkie czasy dla protestantów, których nagminnie prześladowano. Zabierano im majątki, księżom zabierano kościoły. Obywateli, którzy byli wyznawcami protestantyzmu, pozbawiono praw obywatelskich.
- 1632 – sytuacja się odwróciła. Wojska Wallensteina dokonały mordów i gwałtów na miejscowej ludności, a cholera zdziesiątkowała mieszczan. Zaraza zabrała 625 strzegomian. W wyniku wojny trzydziestoletniej miasto legło w gruzach, straciło swe przywileje, zamek był zrujnowany i przeszedł na własność miasta, a z 3 tysięcy mieszkańców zostało zaledwie 400.

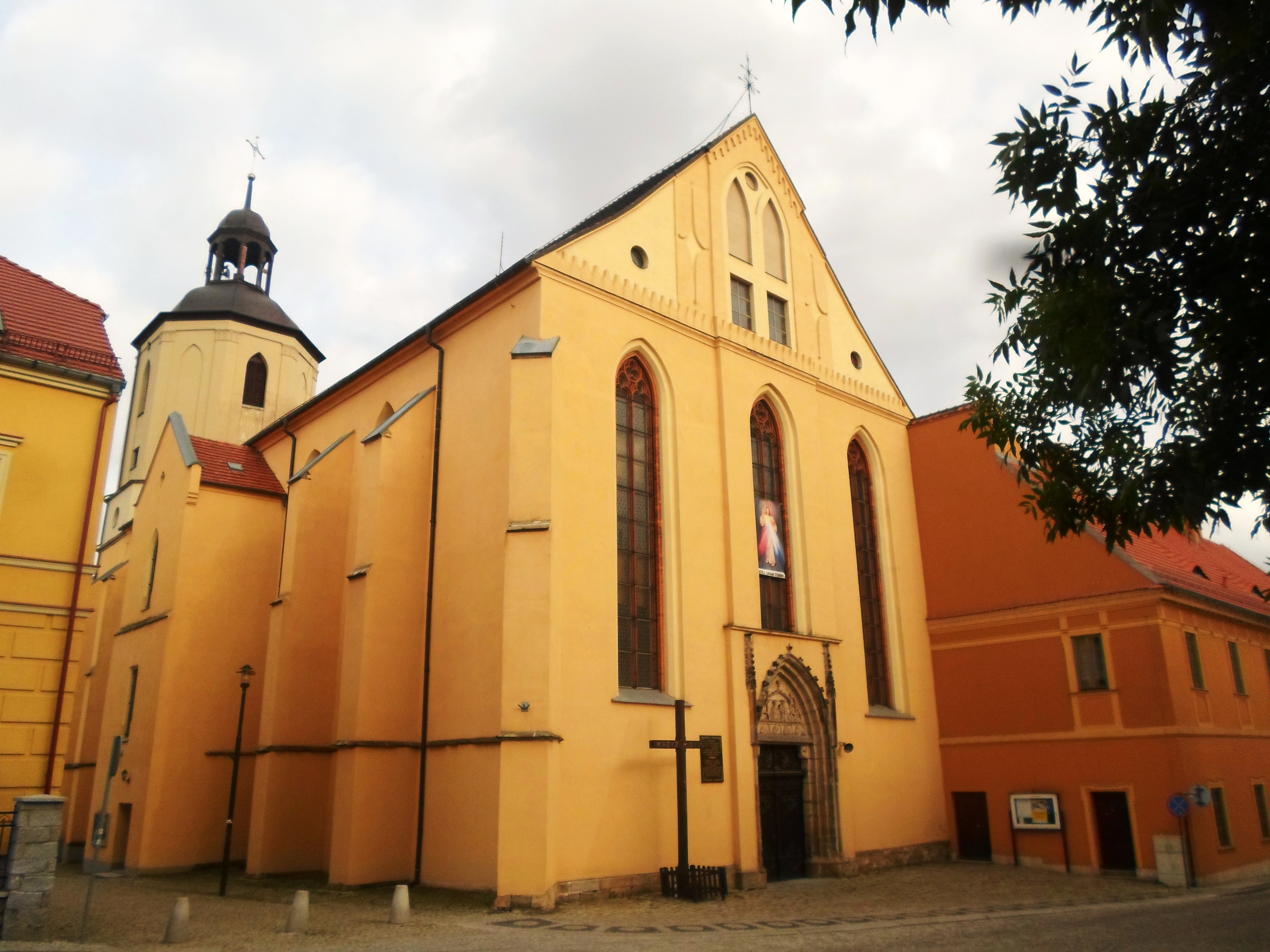
Kościół Najświętszego Zbawiciela Świata i Matki Bożej Szkaplerznej z XV-XIX w.

- 1686 – burmistrz miasta Grzegorz Kolmitz starał się doprowadzić rurociąg z wodą do miasta które trawiły liczne pożary. Spłonęły m.in. klasztor, kościół św. Piotra i Pawła i część zabudowy miasta.
- 1718 – uległo spaleniu 30% miasta. Strzegom ucierpiał także podczas wojny siedmioletniej (1756–1763).
- 1742 – 500-lecie nadania praw miejskich miastu, przejęcie władzy przez rząd pruski.
- 1745 – 4 czerwca król pruski Fryderyk II Wielki wygrał bitwę poprzez zupełny przypadek i na długi czas objął rządy w Strzegomiu. Przypadek ów to zawalenie się mostu nad Strzegomką pod naciskiem żołnierzy i koni. W czasie wojen napoleońskich Strzegom udzielał schronienia ułanom polskim z Legii Polsko-Włoskiej.
- 1807 – 14 maja ułani owej Legii zwyciężyli nad Strugą nieopodal Szczawienka (obecnie dzielnica Wałbrzycha). Wiek XIX to okres wielkiego rozwoju miasta i szybkiego uprzemysłowienia. Miał na to wpływ doprowadzenie do Strzegomia kolei która łączyła go z Jaworzyną Śląską i Legnicą. Powstają nowe fabryki, ulice, place, budynki. Rozwija się przemysł kamieniarski. Lata 1870–1914 to najlepszy okres w historii miasta.

## Lata międzywojenne, I i II wojna światowa

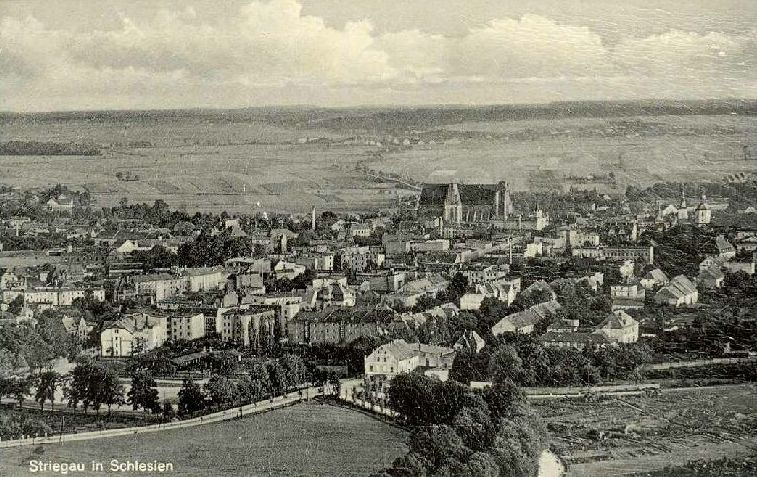
Strzegom ok. 1930

- 1914–1918 – stały rozwój Strzegomia i jego dobrą passę przerwała I wojna światowa.
- 1918–1939 – miasto przeżywało krótki i burzliwy rozwój, który przerywa jednak II wojna światowa.
- W czasie II wojny światowej istniał tu obóz pracy przymusowej dla 550 Żydówek, przekształcony w połowie 1944 w filię Groß-Rosen[2].
- 1945 – styczeń-kwiecień to okres totalnego zniszczenia miasta.
- 1945 – w maju miasto Strzegom zostało zajęte przez wojska radzieckie. Po przekazaniu administracji cywilnej Polsce pierwszym burmistrzem został Antoni Nosek.

## Okres powojenny
- 1945–1990 – okres odbudowy i rozbudowy miasta. Powstało wiele nowych budynków, szkół, budynków użyteczności publicznej, sklepów, pawilonów handlowych i zakładów przemysłowych. Rozbudowie uległ przemysł – niektóre zakłady powstały od podstaw, inne zaś zostały zaadaptowane i przestawione na inną produkcję. W mieście istniały Zakłady Kamienia Budowanego, Zakłady Materiałów Ogniotrwałych, Zakłady Mechanizacji Budownictwa Zremb, Zakłady Roszarnicze Konpar, Zakłady Wyrobów Papierniczych, Dolnośląskie Zakłady Obuwnicze Dolbut i wiele innych.
- 1975 – Strzegom stał się siedzibą nowej gminy obejmującej 22 wsie. Miasto i gmina Strzegom weszły w skład nowo powstałego województwa wałbrzyskiego.

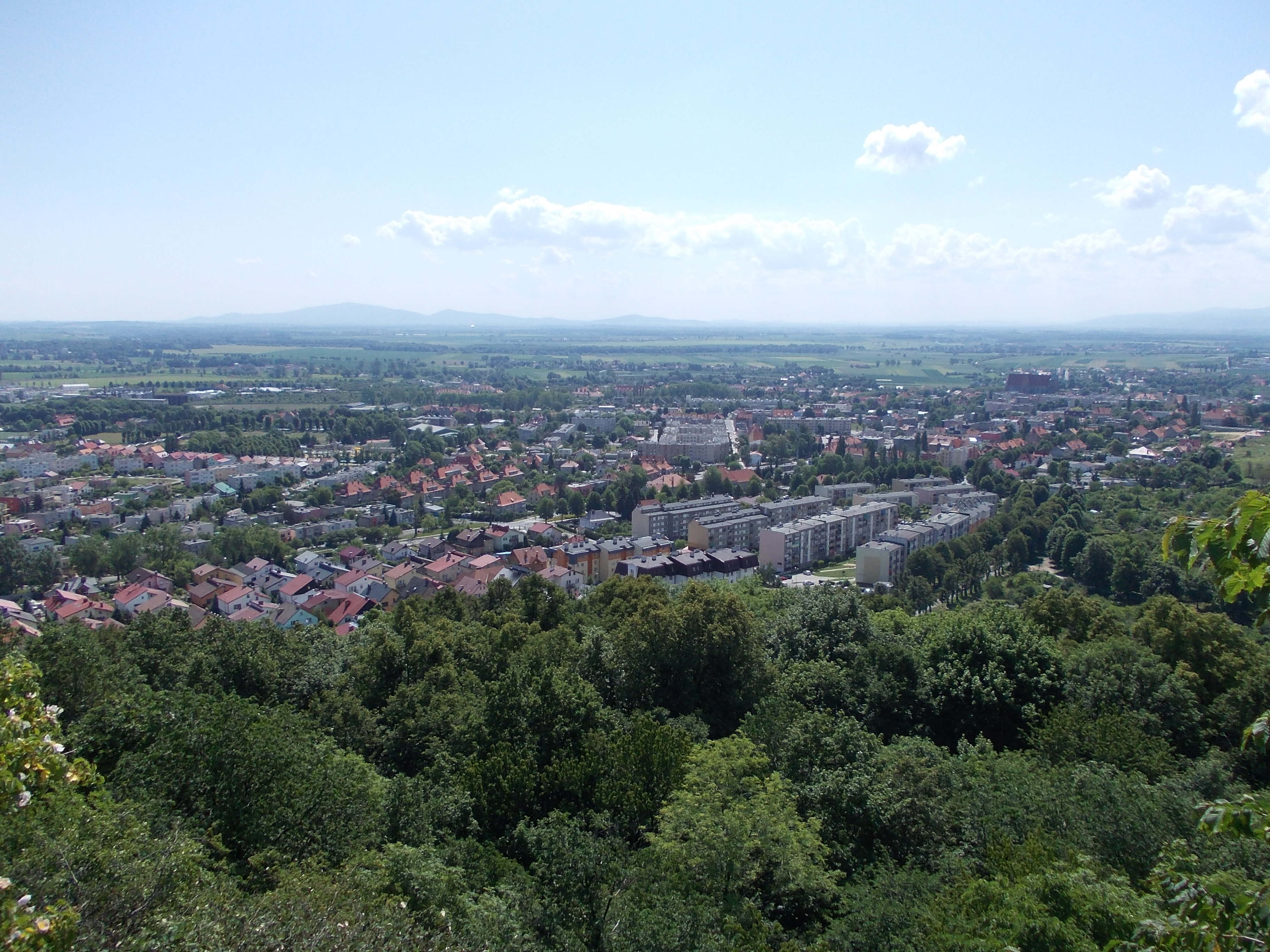
Współczesna panorama miasta

## Historia najnowsza
- Lata 90. XX wieku to okres transformacji Polski. W miejsce likwidowanych i zamykanych przedsiębiorstw powstały nowe, mniejsze. Reforma oświaty spowodowała przemianowanie i częściową likwidację szkół. Wybudowano oczyszczalnię ścieków, wodociągi i kanalizację na terenie miasta. Oddano do użytku największą przychodnię zdrowia.
- Począwszy od 1995 roku Strzegom rozpoczął nawiązywanie współpracy zagranicznej. Do 2005 roku podpisał umowę z czterema gminami. Są to Znojmo, Auerbach/Vogtl., Torgau i Pavullo nel Frignano.
- Od 1999 roku miasto leży w województwie dolnośląskim w powiecie świdnickim